# جون إيبرهارد فابر
جون إيبرهارد فابر (بالألمانية: John Eberhard Faber)‏ هو شخصية أعمال ألماني، ولد في 6 ديسمبر 1822 في شتاين في ألمانيا، وتوفي في 2 مارس 1879 في نيويورك في الولايات المتحدة.

## وصلات خارجية
- جون إيبرهارد فابر على موقع الموسوعة البريطانية (الإنجليزية)